# 托马斯·施罗尔
托马斯·施罗尔（德語：Thomas Schroll，1965年11月26日—），奥地利男子雪车运动员。他曾代表奥地利参加1992年和1994年冬季奥林匹克运动会雪车比赛，其中1992年冬季奥运会获得一枚金牌。